# Кирил Мерджански
Кирил Вълчев Мерджански е български поет и историк.

## Биография
Кирил Мерджански е роден на 30 юли 1955 г. в София. През 1981 г. завършва история в Софийския университет „Климент Охридски“ със степен магистър по антична и средновековна история. Същата година започва работа като преподавател в НГДЕК „Константин Кирил Философ“. В периода 1987-2002 г. е редактор (до 1990) и завеждащ редакция „История и право“ към Университетско издателство на СУ. През 1993-94 г. преподава творческо писане в New York Business School (София), гост лектор в Нов български университет по антична история (1994-95) и творческо писане (1998-2001). Член е на Сдружението на българските писатели (1994), на Съюза на българските журналисти (1995) и на Международната организация на журналистите (IOJ) – от 1995 г.
Наред с Ани Илков, Едвин Сугарев, Владимир Левчев, Миглена Николчина и Илко Димитров Мерджански е представител на поетическото поколение, дебютирало през 80-те години в литературната периодика, повечето поети от което издават първите си книги веднага след 10 ноември 1989 г. Той е и сред авторите на самиздатското списание „Мост“ през 1990 г.
Сътрудничи на Театрална работилница „Сфумато“ (1997-2000).
Превежда от испански (съвместно с Иван Добчев) „Животът е сън“ от Калдерон де ла Барка (2000) и „Антология“ от Мартин Адан (2000) – съвместно с Нина Велева, и от старогръцки „Антигона“ (съвместно с Николай Гочев) – 1998.
Поезията на Кирил Мерджански е превеждана на английски, френски, немски, руски, шведски, гръцки, унгарски, чешки и др. езици.
На 2 април 2024 г. е удостоен с националната награда за поезия „Константин Павлов“. Жури в състав проф. Михаил Неделчев (председател), проф. Александър Шурбанов и поетесата Мирела Иванова му присъжда наградата за цялостния му принос към поезията и за книгата му „Бъдеще на Античността“ (изд. ФО).
Емигрира в САЩ. Днес живее в Синсинати.

### Поезия
- „Нощен прилив“. София: Български писател, 1990, 76 с.
- „Избрани епитафии от залеза на Римската империя“. София, 1992.
- „Облачна земя“. София: Свободно поетическо общество, 1995.
- „Митът за Одисей в новата буколическа поезия“. София: Агенция Има, 1997, 106 с.[8]
  - „Митът за Одисей в новата буколическа поезия“, 2-ро, електронно изд., Варна: Литернет, 2006.
- „Птици, погледи, пустини“. София: Анубис, 2002, 24 с.
  - „Птици, погледи, пътища, пустини“, eлектронна публикация в Литература плюс култура на 13 март 2001 г.
- „Античност след античността“, Варна: Литернет, 2004, електронно издание.
- Кирил Мерджански. Бъдеще на античността. Избрано. Поезия, драма, преводи, анкета и за него. Съставител, водещ анкетата и автор на предговора към книгата Ирен Иванчева-Мерджанска. София, издателство ФО, 2021. ISBN 978-619-7517-11-8

### Драматически произведения
- „Кой уби Питагор?“, 1988.
- „Терезий слепият“, София: ЛИК, 1999, 55 с.

### Преводи
- Софокъл, „Антигона“, София: Просвета, 2015, 108 с. ISBN 978-954-01-3135-1

### Научни изследвания
- Kiril Merjanski, „The Serbian-Bulgarian Treaties of 1904 and the Balkan Policy of Russia. Toward the Breakdown of Equilibrium in Eastern Europe before the Bosnian Crisis“, Vdm Verlag Dr. Muller Aktiengesellschaft & Co. Kg., Saarbrücken, 2008.[9]

### За него
- Георги Каприев. „Пътуването не е начин да се стигне някъде“ (за Кирил Мерджански, Митът за Одисей в новата буколическа поезия, София, 1997) – Култура, бр. 15, 17.4.1998.

- Ирен Иванчева. „Маргиналии върху Кирил Мерджански“ (Митът за Одисей в новата буколическа поезия, София, 1997). – Литературен вестник, бр. 35, 1998.
- Yoana Sirakova. „Antiquity after antiquity: a (post) modern reading of antiquity in Bulgarian poetry“, сп. Classical Receptions Journal, Vol. 5, Issue 3 (2013), pp.299-319.